# Charles François de Dompierre d'Hornoy
Pour les articles homonymes, voir Dompierre d'Hornoy.
Charles François Victor de Dompierre d'Hornoy est un homme politique français né le 29 août 1776 à Paris et décédé le 21 mai 1845 à Hornoy (Somme).
Grand propriétaire terrien, petit-neveu de Voltaire, il est conseiller général et député de la Somme de 1827 à 1830, siégeant dans l'opposition libérale. Il est l'un des 221 qui signent l'adresse contre le gouvernement Polignac, en 1830. Il est le père de Charles de Dompierre d'Hornoy et d'Alexandre de Dompierre d'Hornoy.

## Sources
- « Charles François de Dompierre d'Hornoy », dans Adolphe Robert et Gaston Cougny, Dictionnaire des parlementaires français, Edgar Bourloton, 1889-1891 [détail de l’édition]